# کاپریس بری
کاپریس بُرِی (انگلیسی: Caprice Bourret؛ زادهٔ ۲۴ اکتبر ۱۹۷۱) یک هنرپیشه، مجری تلویزیون، مانکن و بازرگان اهل ایالات متحده آمریکا است.
از فیلم‌ها یا مجموعه‌های تلویزیونی که وی در آن‌ها نقش داشته است می‌توان به بی‌واچ (۲۰۰۱) اشاره نمود.